# مونخباتین اورانتستسگ
مونخباتین اورانتستسگ (مغولی: Мөнхбатын Уранцэцэг؛ زادهٔ ۱۴ مارس ۱۹۹۰) جودوکار زن اهل مغولستان است.
وی در مسابقات کشوری و بین‌المللی در مجموع برندهٔ ۴ مدال طلا، ۴ مدال نقره، ۸ مدال برنز شده‌است.